# کارپاچ
کارپاچ (به لهستانی:  Karpacz) یک منطقهٔ مسکونی در لهستان است که در شهرستان یلنگا گورا واقع شده‌است.
 کارپاچ ۳۷٫۹۶ کیلومتر مربع مساحت و ۴٬۹۵۸ نفر جمعیت دارد.

## خواهرخوانده
شهر کامنتس خواهرخواندهٔ کارپاچ هست.